# آيت يحيى
آيت يحيى (بالإنجليزية: AIT YAHYA)‏ هي جماعة قروية تابعة لإقليم الرشيدية ضمن جهة درعة تافيلالت بالمغرب. بلغ مجموع عدد سكان آيت يحى حسب إحصاءات 2004 حوالي 4455 نسمة يعيشون في 713 أسرة.

## إحصاء عام
| السنة | عدد السكان | عدد الأسر | عدد الأجانب |
| ----- | ---------- | --------- | ----------- |
| 1994  | 4219       | 672       | °°°°        |
| 2004  | 4455       | 713       | 0           |